# Wahlkreis Alstertal – Walddörfer
Der Wahlkreis 13 Alstertal – Walddörfer ist ein Wahlkreis zur Wahl der Hamburgischen Bürgerschaft und war 2008 und 2011 ein Wahlkreis zur Wahl der Bezirksversammlung im Bezirk Wandsbek. Er ist nach dem Hamburger Wahlrecht ein Mehrmandatswahlkreis, in dem fünf Bürgerschaftsabgeordnete nach Wahlkreislisten gewählt werden.
Der Wahlkreis umfasst die Stadtteile Wellingsbüttel, Sasel, Poppenbüttel, Hummelsbüttel, Lemsahl-Mellingstedt, Duvenstedt, Wohldorf-Ohlstedt, Bergstedt und Volksdorf. Er liegt im Nordosten Hamburgs und grenzt dort an Schleswig-Holstein. Benachbarte Wahlkreise sind Fuhlsbüttel – Alsterdorf – Langenhorn im Südwesten, Bramfeld – Farmsen-Berne und Rahlstedt im Süden.

## Strukturdaten
Im Wahlkreis leben gut 127.000 Menschen, davon sind gut 95.000 wahlberechtigt. Die Wahlbeteiligung war bei den vergangenen Bürgerschaftswahlen stets die höchste Hamburgs. 2015 betrug sie 70,7 Prozent, 2011 70,5 Prozent, 2008 lag die Beteiligung bei 76,8 Prozent, 2004 bei 79,7 Prozent und 2001 waren es 81,2 Prozent. Im Jahre 2020 lag sie bei 74,6 Prozent und war damit erstmals geringer als im Wahlkreis Rotherbaum – Harvestehude – Eimsbüttel-Ost mit 75,5 %. In Hamburg betrug die durchschnittliche Beteiligung 63,0 Prozent (2020), 56,5 Prozent (2015), 57,8 Prozent (2011), 63,5 Prozent (2008), 68,7 Prozent (2004) und 71,0 Prozent (2001).
Die Bevölkerungsdichte im Wahlkreis beträgt 1583 Einwohner/km² und liegt damit unter dem Hamburger Durchschnitt von 2455 Einwohner/km². Die unter 18-Jährigen bilden einen Anteil von 18,4 Prozent an der Gesamtbevölkerung (Hamburg 15,7 Prozent), die über 65-Jährigen 23,7 Prozent (18,8 Prozent). Der Ausländeranteil ist mit 6,2 Prozent der niedrigste Hamburgs (14,8 Prozent). Der Anteil ausländischer Schüler beträgt 4,7 Prozent gegenüber 15,6 Prozent in ganz Hamburg.
In der Sozialstruktur zeichnet sich der Wahlkreis durch den geringsten Anteil von Leistungsempfängern nach dem Zweiten Buch Sozialgesetzbuch (Arbeitslosengeld II, sogenanntes Hartz IV), die niedrigste Arbeitslosenquote und einen niedrigen Anteil von Sozialwohnungen aus. 8,7 Prozent aller Wohnungen sind Sozialwohnungen (Hamburg 13,2 Prozent). Jedem Einwohner steht eine Wohnfläche von 43,7 Quadratmetern zur Verfügung (Hamburg 36,5 Quadratmeter), die Wohnungen sind durchschnittlich 99,2 Quadratmeter groß (71,8 Quadratmeter). Der Anteil der sozialversicherungspflichtig Beschäftigten lag im Jahre 2006 mit 44 Prozent unter dem Hamburger Durchschnitt von 47,3 Prozent. Die Arbeitslosenquote war im September desselben Jahres mit 3,4 Prozent die niedrigste aller Hamburger Wahlkreise. Die Quote betrug dort im Durchschnitt 7,8 Prozent. Ein Teil der Arbeitslosen erhält Leistungen nach dem Sozialgesetzbuch II (Hartz IV), im Juni 2006 waren es im Gebiet des Wahlkreises 1,7 Prozent der Bevölkerung, in Hamburg durchschnittlich 5,7 Prozent. Von der Gesamtbevölkerung des Wahlkreises erhielten im September 2006 lediglich 3,7 Prozent Hartz-IV-Leistungen gegenüber im Durchschnitt 11,9 Prozent in Hamburg.
Der Wahlkreis Alstertal – Walddörfer weist die niedrigste Kriminalitätsrate Hamburgs auf. Die Zahl der gesamten Straftaten je 1000 Einwohner beträgt 66 (Hamburg 137 je 1000 Einwohner), die Zahl der Gewaltdelikte zwei (Hamburg fünf) und die Zahl der Diebstähle 35 je 1000 Einwohner (Hamburg 63).

## Wahlen

### Bürgerschaftswahl 2020
Zur Bürgerschaftswahl in Hamburg 2020 traten im Wahlkreis Alstertal – Walddörfer acht Parteien mit eigenen Wahlkreislisten an. Insgesamt bewarben sich 38 Kandidaten um ein Mandat (Reihenfolge wie auf dem Stimmzettel).
- SPD (10 Kandidaten)
- CDU (6 Kandidaten)
- Die Linke (5 Kandidaten)
- FDP (10 Kandidaten)
- GRÜNE (4 Kandidaten)
- AfD (3 Kandidaten)

95.475 Personen waren wahlberechtigt. Jeder Wähler hatte fünf Stimmen für die Landesliste und fünf Stimmen für die Wahlkreislisten. Diese Stimmen konnten beliebig auf die Kandidaten und Gesamtlisten der Parteien verteilt werden. Die Wahlbeteiligung betrug 74,6 Prozent. 0,8 Prozent der abgegebenen Stimmzettel für die Landesliste sowie 1,3 Prozent der Stimmzettel für die Wahlkreislisten waren ungültig. Für die Landesliste wurden 349.959 gültige Stimmen abgegeben, für die Wahlkreislisten insgesamt 347.790.
Gewählte Abgeordnete:
- Andreas Dressel (SPD)
- Dennis Thering (CDU)
- Thilo Kleibauer (CDU)
- Maryam Blumenthal (GRÜNE)

| Partei    | Landesliste Parteistimmen in Prozent | Wahlkreisliste in Prozent | Landesliste Parteistimmen | Landesliste Listenstimmen | Landesliste Persönlichkeitsstimmen | Wahlkreisliste |
| --------- | ------------------------------------ | ------------------------- | ------------------------- | ------------------------- | ---------------------------------- | -------------- |
| SPD       | 42,4                                 | 39,0                      | 148.217                   | 62.511                    | 83.546                             | 135.637        |
| CDU       | 17,2                                 | 23,6                      | 60.299                    | 38.079                    | 21.530                             | 81.986         |
| Die Linke | 4,1                                  | 4,7                       | 14.471                    | 9.825                     | 4.571                              | 16.218         |
| FDP       | 7,4                                  | 6,9                       | 26.062                    | 17.082                    | 8.705                              | 23.837         |
| GRÜNE     | 20,7                                 | 21,3                      | 72.425                    | 42.676                    | 29.434                             | 74.102         |
| AfD       | 4,7                                  | 4,6                       | 16.376                    | 11.599                    | 4.587                              | 16.010         |

Auf die Landeslisten der Parteien ohne eigene Wahlkreislisten entfielen 3,5 Prozent der abgegebenen gültigen Stimmen.

### Bürgerschaftswahl 2015
Zur Bürgerschaftswahl in Hamburg 2015 traten im Wahlkreis Alstertal – Walddörfer acht Parteien mit eigenen Wahlkreislisten an. Insgesamt bewarben sich 43 Kandidaten um ein Mandat (Reihenfolge wie auf dem Stimmzettel).
- SPD (10 Kandidaten)
- CDU (10 Kandidaten)
- Die Linke (9 Kandidaten)
- FDP (8 Kandidaten)
- Grüne (5 Kandidaten)
- Piraten (2 Kandidaten)
- AfD (2 Kandidaten)
- NPD (1 Kandidat)

94.707 Personen waren wahlberechtigt. Jeder Wähler hatte fünf Stimmen für die Landesliste und fünf Stimmen für die Wahlkreislisten. Diese Stimmen konnten beliebig auf die Kandidaten und Gesamtlisten der Parteien verteilt werden. Die Wahlbeteiligung betrug 70,7 Prozent. 2,3 Prozent der abgegebenen Stimmzettel für die Landesliste sowie 1,9 Prozent der Stimmzettel für die Wahlkreislisten waren ungültig. Für die Landesliste wurden 324.162 gültige Stimmen abgegeben, für die Wahlkreislisten insgesamt 323.714.
Gewählte Abgeordnete:
- Andreas Dressel (SPD)
- Tim Stoberock (SPD)
- Dennis Thering (CDU)
- Thilo Kleibauer (CDU)
- Christiane Blömeke (Grüne)

| Partei    | Landesliste Parteistimmen in Prozent | Wahlkreisliste in Prozent | Landesliste Parteistimmen | Landesliste Listenstimmen | Landesliste Persönlichkeitsstimmen | Wahlkreisliste |
| --------- | ------------------------------------ | ------------------------- | ------------------------- | ------------------------- | ---------------------------------- | -------------- |
| SPD       | 44,0                                 | 41,4                      | 142.734                   | 61.607                    | 81.127                             | 133.944        |
| CDU       | 22,5                                 | 27,6                      | 72.943                    | 41.555                    | 31.388                             | 89.435         |
| Die Linke | 4,2                                  | 4,2                       | 13.767                    | 8.873                     | 4.894                              | 13.572         |
| FDP       | 10,7                                 | 7,9                       | 34.828                    | 21.020                    | 13.808                             | 25.554         |
| Grüne     | 9,9                                  | 12,3                      | 32.078                    | 19.673                    | 12.405                             | 39.904         |
| AfD       | 6,2                                  | 5,4                       | 20.197                    | 14.193                    | 6.004                              | 17.592         |
| Piraten   | 0,7                                  | 1,0                       | 2.323                     | 1.849                     | 474                                | 3.263          |
| NPD       | 0,1                                  | 0,1                       | 414                       | 316                       | 98                                 | 450            |

Auf die Landeslisten der Parteien ohne eigene Wahlkreislisten entfielen 1,7 Prozent der abgegebenen gültigen Stimmen.

### Bürgerschaftswahl 2011
Zur Bürgerschaftswahl in Hamburg 2011 traten im Wahlkreis Alstertal – Walddörfer acht Parteien mit eigenen Wahlkreislisten und insgesamt 49 Kandidaten an.
- CDU (10 Kandidaten)
- SPD (10 Kandidaten)
- GAL (10 Kandidaten)
- Die Linke (10 Kandidaten)
- FDP (5 Kandidaten)
- Freie Wähler (2 Kandidaten)
- NPD (1 Kandidat)
- Rentner Partei Deutschland (1 Kandidat)

90.100 Personen waren wahlberechtigt. Die Wahlbeteiligung betrug bei der Landesliste und bei den Wahlkreislisten 70,2 Prozent. 2,1 Prozent der abgegebenen Stimmzettel für die Landesliste sowie 2,6 Prozent der Stimmzettel für die Wahlkreislisten waren ungültig. Für die Landesliste wurden 62.492 gültige Stimmzettel abgegeben, für die Wahlkreislisten insgesamt 62.154.
Gewählte Abgeordnete:
- Dennis Thering (CDU)
- Thilo Kleibauer (CDU)
- Andreas Dressel (SPD)
- Karin Timmermann (SPD)
- Christiane Blömeke (GAL)

| Partei                     | Landesliste in Prozent | Wahlkreisliste Parteistimmen in Prozent | Landesliste Parteistimmen | Landesliste Listenstimmen | Landesliste Persönlichkeitsstimmen | Wahlkreisliste |
| -------------------------- | ---------------------- | --------------------------------------- | ------------------------- | ------------------------- | ---------------------------------- | -------------- |
| CDU                        | 29,6                   | 30,5                                    | 91.566                    | 53.513                    | 38.052                             | 93.806         |
| SPD                        | 44,1                   | 42,3                                    | 136.530                   | 68.647                    | 67.883                             | 130.243        |
| GAL                        | 9,6                    | 12,3                                    | 29.623                    | 18.089                    | 11.534                             | 37.951         |
| Die Linke                  | 3,2                    | 3,2                                     | 9.766                     | 6.004                     | 3.762                              | 9.858          |
| FDP                        | 10,3                   | 9,3                                     | 31.994                    | 19.249                    | 12.745                             | 28.564         |
| NPD                        | 0,4                    | 0,4                                     | 1.318                     | 973                       | 345                                | 1.334          |
| Freie Wähler               | 0,9                    | 1,5                                     | 2.866                     | 1.639                     | 1.227                              | 4.479          |
| Rentner Partei Deutschland | 0,3                    | 0,5                                     | 1.029                     | 542                       | 487                                | 1.531          |

Auf die Landeslisten der Parteien ohne eigene Wahlkreislisten entfielen 1,6 Prozent der abgegebenen gültigen Stimmen.

### Wahl der Bezirksversammlung 2011
Zur Wahl der Bezirksversammlung Wandsbek traten im Wahlkreis Alstertal – Walddörfer sechs Parteien mit eigenen Wahlkreislisten und insgesamt 80 Kandidaten an (Reihenfolge wie auf dem Stimmzettel).
- CDU (20 Kandidaten)
- SPD (20 Kandidaten)
- GRÜNE/GAL (20 Kandidaten)
- FDP (10 Kandidaten)
- Die Linke (9 Kandidaten)
- Freie Wähler (1 Kandidat)

Zur Wahl der Bezirksversammlung waren auch Staatsangehörige der Mitgliedstaaten der Europäischen Union wahlberechtigt. Die Anzahl der Wahlberechtigten war mit 93.342 Personen deshalb größer als bei der Bürgerschaftswahl. Jeder Wähler hatte fünf Stimmen für die Landesliste und fünf Stimmen für die Wahlkreislisten. Diese fünf Stimmen konnten beliebig auf die Kandidaten und Gesamtlisten der Parteien verteilt werden. Die Wahlbeteiligung betrug 69,1 Prozent. 3,0 Prozent der abgegebenen Stimmzettel für die Bezirkslisten und 3,7 Prozent der abgegebenen Stimmzettel für die Wahlkreislisten waren ungültig. Insgesamt wurden 308.747 gültige Stimmen für die Bezirkslisten und 306.386 gültige Stimmen für die Wahlkreislisten abgegeben.
| Partei       | Bezirksliste Parteistimmen in Prozent | Wahlkreisliste in Prozent | Bezirksliste Parteistimmen | Bezirksliste Listenstimmen | Bezirksliste Persönlichkeitsstimmen | Wahlkreisliste |
| ------------ | ------------------------------------- | ------------------------- | -------------------------- | -------------------------- | ----------------------------------- | -------------- |
| SPD          | 40,5                                  | 38,0                      | 124.999                    | 84.865                     | 40.134                              | 116.313        |
| CDU          | 31,6                                  | 33,8                      | 97.571                     | 70.535                     | 27.036                              | 103.699        |
| GRÜNE/GAL    | 13,2                                  | 14,0                      | 40.648                     | 27.145                     | 13.503                              | 42.969         |
| Die Linke    | 3,4                                   | 3,5                       | 10.356                     | 6.800                      | 3.556                               | 10.825         |
| FDP          | 9,6                                   | 9,0                       | 29.537                     | 19.214                     | 10.323                              | 27.494         |
| Freie Wähler | N/A                                   | 1,7                       | N/A                        | N/A                        | N/A                                 | 5.086          |

Auf Parteien ohne Wahlkreisliste entfielen 1,8 Prozent der gültigen Stimmen.

### Bürgerschaftswahl 2008
Zur Bürgerschaftswahl in Hamburg 2008 traten im Wahlkreis Alstertal – Walddörfer sechs Parteien mit eigenen Wahlkreislisten und insgesamt 41 Kandidaten an.
- CDU (5 Kandidaten)
- SPD (10 Kandidaten)
- GAL (8 Kandidaten)
- FDP (10 Kandidaten)
- Die Linke (6 Kandidaten)
- HeimatHamburg (2 Kandidaten)

90.132 Personen waren wahlberechtigt. Jeder Wähler hatte eine Stimme für die Landesliste und fünf Stimmen für die Wahlkreislisten. Diese fünf Stimmen konnten beliebig auf die Kandidaten und Gesamtlisten der Parteien verteilt werden. Die Wahlbeteiligung betrug bei der Landesliste 76,8 Prozent und bei den Wahlkreislisten 76,7 Prozent. 0,5 Prozent der abgegebenen Stimmzettel für die Landesliste sowie 2,1 Prozent der Stimmzettel für die Wahlkreislisten waren ungültig. Für die Landesliste wurden 68.817 gültige Stimmen abgegeben, für die Wahlkreislisten insgesamt 334.449.
Gewählte Abgeordnete:
- Thilo Kleibauer (CDU)
- Frank Schira (CDU)
- Marino Freistedt (CDU)
- Andreas Dressel (SPD)
- Christiane Blömeke (GAL)

| Partei        | Landesliste in Prozent | Wahlkreisliste Parteistimmen in Prozent | Landesliste | Wahlkreisliste Parteistimmen | Wahlkreisliste Listenstimmen | Wahlkreisliste Persönlichkeitsstimmen |
| ------------- | ---------------------- | --------------------------------------- | ----------- | ---------------------------- | ---------------------------- | ------------------------------------- |
| CDU           | 53,1                   | 48,2                                    | 36.565      | 161.122                      | 114.658                      | 46.464                                |
| SPD           | 26,8                   | 27,5                                    | 18.422      | 91.815                       | 41.495                       | 50.320                                |
| GAL           | 8,8                    | 13,0                                    | 6.084       | 43.413                       | 18.268                       | 25.145                                |
| FDP           | 6,5                    | 7,4                                     | 4.503       | 24.739                       | 12.638                       | 12.101                                |
| Die Linke     | 3,4                    | 3,5                                     | 2.364       | 11.731                       | 6.692                        | 5.039                                 |
| HeimatHamburg | 0,2                    | 0,5                                     | 154         | 1.629                        | 974                          | 655                                   |

Auf die Landeslisten der Parteien ohne eigene Wahlkreislisten entfielen 1,2 Prozent der abgegebenen gültigen Stimmen.

### Wahl der Bezirksversammlung 2008
Zur Wahl der Bezirksversammlung Wandsbek traten im Wahlkreis Alstertal – Walddörfer sechs Parteien mit eigenen Wahlkreislisten und insgesamt 60 Kandidaten an.
- CDU (10 Kandidaten)
- SPD (18 Kandidaten)
- GAL (9 Kandidaten)
- FDP (15 Kandidaten)
- Die Linke (6 Kandidaten)
- HeimatHamburg (2 Kandidaten)

Zur Wahl der Bezirksversammlung waren auch Staatsangehörige der Mitgliedstaaten der Europäischen Union wahlberechtigt. Die Anzahl der Wahlberechtigten war mit 92.492 Personen deshalb größer als bei der Bürgerschaftswahl. Jeder Wähler hatte eine Stimme für die Landesliste und fünf Stimmen für die Wahlkreislisten. Diese fünf Stimmen konnten beliebig auf die Kandidaten und Gesamtlisten der Parteien verteilt werden. Die Wahlbeteiligung bei den Wahlkreislisten betrug 75,4 Prozent. 2,6 Prozent der abgegebenen Stimmzettel für die Wahlkreislisten waren ungültig. Insgesamt wurden 336.111 gültige Stimmen abgegeben.
| Partei        | Sitze | Wahlkreisliste Parteistimmen in Prozent | Wahlkreisliste Parteistimmen | Wahlkreisliste Listenstimmen | Wahlkreisliste Persönlichkeitsstimmen |
| ------------- | ----- | --------------------------------------- | ---------------------------- | ---------------------------- | ------------------------------------- |
| CDU           | 5     | 48,5                                    | 162.856                      | 115.295                      | 47.561                                |
| SPD           | 3     | 25,7                                    | 86.341                       | 47.012                       | 39.329                                |
| GAL           | 1     | 15,0                                    | 50.325                       | 29.223                       | 21.102                                |
| FDP           | 1     | 6,9                                     | 23.025                       | 12.837                       | 10.188                                |
| Die Linke     | 0     | 3,5                                     | 11.754                       | 6.792                        | 4.962                                 |
| HeimatHamburg | 0     | 0,5                                     | 1.810                        | 1.090                        | 720                                   |

### Bürgerschaftswahlen 1966–2020
Die Bürgerschaftswahlen waren bis einschließlich 2004 reine Listenwahlen ohne Wahlkreise. Dargestellt werden deshalb im Zeitraum von 1966 bis 2004 (6.–18. Wahlperiode) die zusammengefassten Wahlergebnisse der Stadtteile im Wahlkreis. Für die Jahre ab 2008 ist das Ergebnis der Landesliste, das für die Mehrheitsverhältnisse in der Bürgerschaft entscheidend ist, angegeben. Es werden nur die Parteien aufgeführt, die im dargestellten Zeitraum in mindestens einem Stadtteil des Wahlkreises einmal mehr als fünf Prozent der abgegebenen gültigen Wählerstimmen auf sich vereinen konnten. In der Summe kann das Ergebnis einer Wahl deshalb kleiner 100 Prozent sein. Alle Ergebnisse sind in Prozent angegeben.
| Partei             | 1966 | 1970 | 1974 | 1978 | 6/1982 | 12/1982 | 1986 | 1987 | 1991 | 1993 | 1997 | 2001 | 2004 | 2008 | 2011 | 2015 | 2020 |
| ------------------ | ---- | ---- | ---- | ---- | ------ | ------- | ---- | ---- | ---- | ---- | ---- | ---- | ---- | ---- | ---- | ---- | ---- |
| SPD                | 49,1 | 42,8 | 32,1 | 38,6 | 32,1   | 38,8    | 31,8 | 36,7 | 37,6 | 31,9 | 29,8 | 32,0 | 25,2 | 26,8 | 44,1 | 44,0 | 42,4 |
| Grüne              |      |      |      |      | 7,2    | 6,4     | 9,4  | 5,6  | 7,3  | 13,8 | 13,2 | 8,3  | 11,5 | 8,8  | 9,6  | 9,9  | 20,7 |
| CDU                | 36,6 | 41,3 | 51,4 | 48,7 | 53,0   | 48,8    | 50,2 | 46,6 | 43,4 | 32,1 | 38,8 | 32,5 | 55,3 | 53,1 | 29,6 | 22,5 | 17,2 |
| FDP                | 9,7  | 11,5 | 13,6 | 6,3  | 6,6    | 5,7     | 8,0  | 10,5 | 9,2  | 5,8  | 5,0  | 8,0  | 4,0  | 6,5  | 10,3 | 10,7 | 7,4  |
| AfD                |      |      |      |      |        |         |      |      |      |      |      |      |      |      |      | 6,2  | 4,7  |
| Die Linke          |      |      |      |      |        |         |      |      |      |      |      |      |      | 3,4  | 3,2  | 4,2  | 4,1  |
| NPD                | 4,2  | 2,6  | 0,6  | 0,3  |        |         |      |      |      |      | 0,1  |      | 0,2  |      | 0,4  | 0,1  |      |
| Pro DM/Schill      |      |      |      |      |        |         |      |      |      |      |      | 0,1  | 1,9  |      |      |      |      |
| Schill/Offensive D |      |      |      |      |        |         |      |      |      |      |      | 16,9 | 0,2  |      |      |      |      |
| STATT              |      |      |      |      |        |         |      |      |      | 9,0  | 5,4  | 0,3  |      |      |      |      |      |
| Bunte Liste        |      |      |      | 3,6  |        |         |      |      |      |      |      |      |      |      |      |      |      |

## Belege
Strukturdaten
- Wahlkreis Alstertal – Walddörfer. In: Wahl zur hamburgischen Bürgerschaft 2008, Strukturdaten der Wahlkreise. Statistisches Amt für Hamburg und Schleswig-Holstein (statistik-nord.de [PDF; 68 kB; abgerufen am 1. Januar 2006]).

Wahlen
- Statistisches Amt für Hamburg und Schleswig-Holstein: Bürgerschaftswahl. In: Wahldatenbank seit 1965. Abgerufen am 1. Januar 2008.
- Wahlkreis 13 Alstertal – Walddörfer. Landeslisten-Stimmen im Vergleich zur Bürgerschaftswahl 2004. In: Endgültiges Ergebnis der Bürgerschaftswahl Hamburg 2008. Statistisches Amt für Hamburg und Schleswig-Holstein, 6. März 2008 (statistik-nord.de [PDF; 4 kB]).
- Wahlkreis 13 Alstertal - Walddörfer. Parteistimmen. In: Endgültiges Ergebnis der Bürgerschaftswahl Hamburg 2008. Statistisches Amt für Hamburg und Schleswig-Holstein, 6. März 2008 (statistik-nord.de [PDF; 9 kB]).
- Wahlkreis 13 Alstertal - Walddörfer. Parteistimmen. In: Endgültiges Ergebnis der Bezirksversammlungswahl 2008. Statistisches Amt für Hamburg und Schleswig-Holstein (statistik-nord.de [PDF; 39 kB]).
- Wahl zur Bürgerschaft und die Wahlen zu den Bezirksversammlungen am 24. Februar 2008. In: Amtlicher Anzeiger. Teil II des Hamburgischen Gesetz- und Verordnungsblattes. Bekanntmachungen. Nr. 21. Justizbehörde der Freien und Hansestadt Hamburg, 14. März 2008, S. 660–661, 673–674 (hamburg.de [PDF; 200 kB]).
- Wahl zur Bürgerschaft und die Wahl zu den Bezirksversammlungen am 24. Februar 2008. In: Amtlicher Anzeiger. Teil II des Hamburgischen Gesetz- und Verordnungsblattes. Bekanntmachungen. Nr. 22. Justizbehörde der Freien und Hansestadt Hamburg, 18. März 2008, S. 700–701 (hamburg.de [PDF; 296 kB]).
- Wahl zur Bürgerschaft und die Wahl zu den Bezirksversammlungen am 20. Februar 2011. In: Amtlicher Anzeiger. Teil II des Hamburgischen Gesetz- und Verordnungsblattes. Bekanntmachungen. Nr. 22. Justizbehörde der Freien und Hansestadt Hamburg, 18. März 2011, S. 756, 778–779 (hamburg.de [PDF; 633 kB]).

Einzelnachweise und Anmerkungen
1. 1 2  Anlage zu § 18 Absatz 8. In: Gesetz über die Wahl zur hamburgischen Bürgerschaft. 28. Juli 2007, abgerufen am 18. Februar 2016.
2. 1 2 3 4 5 6  Parteistimmen sind die Summe der Listenstimmen und Persönlichkeitsstimmen. Listenstimmen wurden für die Wahlkreisliste einer Partei abgegeben. Persönlichkeitsstimmen wurden für einzelne Kandidaten abgegeben. Jeder Wähler hatte fünf Stimmen, die beliebig verteilt werden konnten.
3. ↑  Wahl zur Bürgerschaft und die Wahl zu den Bezirksversammlungen am 20. Februar 2011. In: Amtlicher Anzeiger. Teil II des Hamburgischen Gesetz- und Verordnungsblattes. Bekanntmachungen. Nr. 22. Justizbehörde der Freien und Hansestadt Hamburg, 18. März 2011, S. 756, 778–779 (hamburg.de [PDF; 633 kB]).
4. ↑  Endgültiges Ergebnis der Bürgerschaftswahl 2011 (Landesstimmen - Gesamtstimmen) im Vergleich zur Bürgerschaftswahl 2008: Wahlkreis 13 Alstertal - Walddörfer. (PDF) Statistisches Amt für Hamburg und Schleswig-Holstein, 2011, abgerufen am 12. Dezember 2013.
5. ↑  Endgültiges Ergebnis der Bürgerschaftswahl 2011 (Wahlkreisstimmen) im Vergleich zur Bürgerschaftswahl 2008: Wahlkreis 13 Alstertal - Walddörfer. (PDF) Statistisches Amt für Hamburg und Schleswig-Holstein, 2011, abgerufen am 12. Dezember 2013.
6. ↑  Amtliches Endergebnis der Bürgerschaftswahl 2011: Gewählte Kandidatinnen und Kandidaten. (PDF) Statistisches Amt für Hamburg und Schleswig-Holstein, 2011, abgerufen am 12. Dezember 2013.
7. 1 2  § 4. In: Gesetz über die Wahl zu den Bezirksversammlungen. 5. Juli 2004, abgerufen am 18. Februar 2016.
8. 1 2  Zulassung der Wahlvorschläge für die Wahl zur Bürgerschaft und die Wahl zu den Bezirksversammlungen am 24. Februar 2008. In: Amtlicher Anzeiger. Teil II des Hamburgischen Gesetz- und Verordnungsblattes. Nr. 10. Justizbehörde der Freien und Hansestadt Hamburg, 5. Februar 2008, S. 3, 5, 35–36, 97–99 (hamburg.de [PDF; 1,6 MB]).